# Buteo plagiatus
La aguililla gris, halcón gris, gavilán gris o azor mexicano (Buteo plagiatus) es una pequeña ave de presa perteneciente a la familia Accipitridae, a veces se le coloca en el género Asturina como Asturina plagiata. La especie fue separada por la Sociedad Americana de Ornitología (AOU, por sus siglas en inglés) del Buteo nitidus. El gavilán gris se distribuye desde el norte de Costa Rica hasta el suroeste de los Estados Unidos.
El gavilán gris mide de 46 a 61 cm (18 a 24 pulgadas) de largo y pesa 475 gramos en promedio. El adulto tiene un cuerpo gris pálido, la cola es negra con tres bandas blancas y las patas son anaranjadas. Es un gris sólido y sin patrón en las partes superiores.
Los individuos inmaduros tienen partes superiores de color marrón oscuro, una cola marrón con bandas pálidas, partes inferiores blancas con manchas marrones y una cabeza y cuello de ante con rayas marrones. Esta especie es de alas bastante cortas y tiene un vuelo rápido y ágil para un Buteo. La llamada es un chillido kleee-ooo.
Los gavilanes grises se alimentan principalmente de lagartos y serpientes, pero también se alimentan de pequeños mamíferos, aves y ranas. Por lo general, para poder visualizar bien su entorno se posa en una rama alta desde la que se lanza sobre su presa, pero a veces caza con un planeo bajo. El nido es de palos y está construido en lo alto de un árbol. La puesta habitual es de uno a tres huevos, generalmente dos huevos de color blanco a azul pálido. Las crías tardan unas 6 semanas en emplumar. 
La UICN2019-1 considera a la especie como de preocupación menor.